# Lobogeniates catharinae
Lobogeniates catharinae är en skalbaggsart som beskrevs av Ohaus 1917. Lobogeniates catharinae ingår i släktet Lobogeniates och familjen Rutelidae. Inga underarter finns listade i Catalogue of Life.